# Пацюк малий

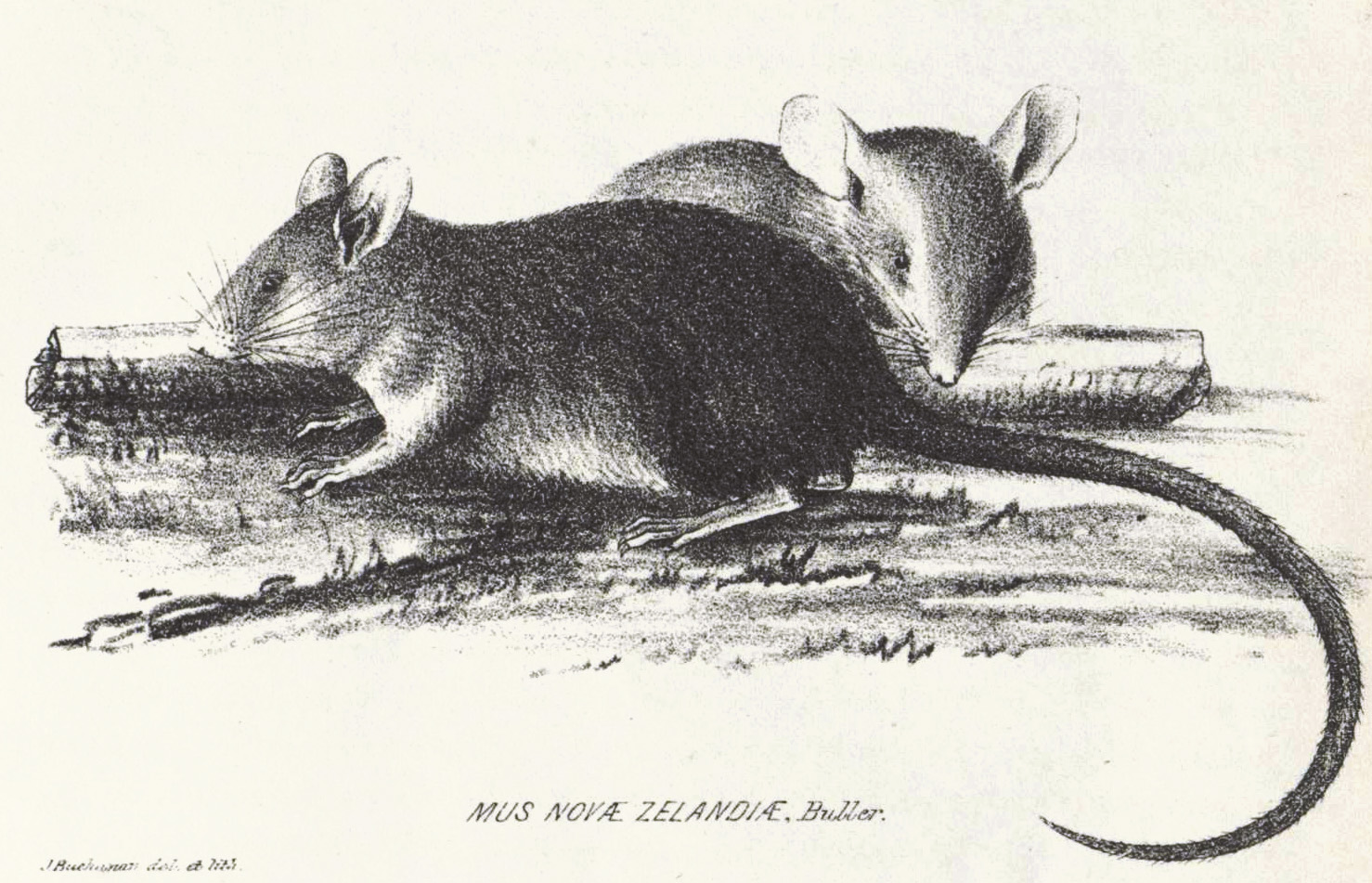
Намальована пара полінезійських пацюків

Пацюк малий або пацюк полінезійський (Rattus exulans) — вид тварин роду Пацюк (Rattus). Третій за поширенням вид пацюків у світі. Найменший представник роду Пацюк.

## Морфологічні особливості
У порівнянні з іншими видами пацюків полінезійський має коротший тулуб, загострену мордочку, більші вуха і завжди коричневе забарвлення шерсті. Дорослі особини досягають завдовжки 11,5—15 см від кінчика носа до хвоста; хвіст — тонкий, на його поверхні численні «кільця». Довжина хвоста приблизно дорівнює довжині тулуба. Вага полінезійського пацюка може коливатися від 40 до 80 грамів.

## Зовнішність
Хутро грубе і сильно тернисте. Спинні частини відрізняються забарвленням: від буро-сіруватої у континентальної форми до червонувато-коричневої у острівної, вентральні частини білі. Лінія розмежування вздовж фланків чітка. Задня частина передніх ніг покрита коричневим волоссям, а стопа — білим. Вуса дуже довгі. Хвіст набагато довший за голову і тіло, рівномірно коричневий,  вистелений 13-18 кільцями лусочок на сантиметр. Самиці мають дві пари грудних сосків і дві пахові пари. Каріотип 2n = 42 FN = 58-60.

## Ареал
Малий пацюк походить з Південно-Східної Азії, проте був інтродукований до багатьох островів Полінезії, Нової Зеландії, Фіджі та Гавайських островів. Поширений також на південно-японському острові Міяко. У Новій Зеландії пацюк з'явився приблизно в 1280-х роках, разом з переселенцями маорі.
Пацюк має здатність легко адаптуватися до різних типів довкілля, від лугів і лісів до населених людиною районів.

## Спосіб життя і живлення
Пацюк може легко забиратися на дерева, де завжди знаходить собі щось їстівне. Переважно веде нічній спосіб життя, погано плаває.
Харчується в основному зернами — рисом і маїсом, а також цукровою тростиною, кокосовими горіхами, какао і ананасами.

## Розмноження
Самиця народжує 4 рази на рік, і приносить від 4 до 9 дитинчат.

## Інше
- Майже на всій території ареалу ця тварина вважається шкідливою.
- У Полінезії полінезійський пацюк називається кіоре.
- Малого пацюка використовують в їжу.
- Цей вид часто стає домашнім улюбленцем.